# Ambassade van Oekraïne in Slowakije
De ambassade van Oekraïne in  is de vertegenwoordiging van Oekraïne in de Slowaakse hoofdstad Bratislava.

## Ambassadeurs
- Roman Lubkivsky, 1993
- Pjotr Danilovitsj Sardatsjoek, 1993–1994
- Dmytro Pavlychko, 1995–1998
- Yuri Rylach, 1998–2004
- Ustych Serhiy Ivanovych, 2004–2005
- Inna Ohniwez, 2005–2010
- Gavashi Oleg Olodarovich, 2010–2016
- Yuriy Mushka, 2016–